# Liste der Bodendenkmale in Wietzendorf
In der Liste der Bodendenkmale in Wietzendorf sind alle Bodendenkmale der niedersächsischen Gemeinde Wietzendorf aufgelistet. Die Quelle ist der Denkmalatlas Niedersachsen. 
Der Stand der Liste ist der 20. November 2024.
Allgemein

Wietzendorf im Heidekreis

In den Spalten finden sich folgende Informationen des Bodendenkmales:
Lagegeographische Koordinaten
BezeichnungBezeichnung lt. Denkmalatlas
BeschreibungBeschreibung lt. Denkmalatlas
IDObjekt-ID
BildBild, ggf. zusätzlich mit Link zu weiteren Fotos im Medienarchiv Wikimedia Commons.

## Bockel
| Lage                        | Bezeichnung          | Beschreibung | ID       | Bild |
| --------------------------- | -------------------- | --- | -------- | ---- |
| 52° 54′ 2″ N, 9° 55′ 2″ O   | Bockel 12, Grabhügel | Durchmesser ca. 14 m und Höhe ca. 1 m, ebenmäßig gewölbt mit sanft abfallendem Rand.                                                                                    | 34824368 | BW   |
| 52° 56′ 39″ N, 9° 53′ 27″ O | Bockel 42, Grabhügel | Durchmesser ca. 22 m und Höhe ca. 1 m, in der Mitte eine weite, muldenförmige Eintiefung. Rand allmählich auslaufend und in den natürlichen Hang der Anhöhe übergehend. | 34825166 | BW   |

### Bockel 4
- ID:34824199
- Gruppe von fünf Grabhügeln mit 11 – 14 m Durchmesser und bis 0,6 m Höhe.

| Lage                        | Bezeichnung | Beschreibung | ID       | Bild |
| --------------------------- | ----------- | --- | -------- | ---- |
| 52° 54′ 40″ N, 9° 56′ 22″ O | Bockel 4    | Durchmesser ca. 12 m und Höhe ca. 0,5 m, die Mitte etwas abgeplattet, am Südrand eine alte Eingrabung.                                                                              | 34824158 | BW   |
| 52° 54′ 41″ N, 9° 56′ 24″ O | Bockel 5    | Durchmesser ca. 11 m und Höhe ca. 0,5 m, ebenmäßig gewölbt mit allmählich auslaufendem Rand, Südostrand etwas angepflügt.                                                           | 34824159 | BW   |
| 52° 54′ 41″ N, 9° 56′ 24″ O | Bockel 6    | Durchmesser ca. 13 m und Höhe ca. 0,6 m, annähernd rund, nördlicher Bereich (im Acker) obertägig abgetragen.                                                                        | 34824160 | BW   |
| 52° 54′ 42″ N, 9° 56′ 25″ O | Bockel 7    | Durchmesser ca. 13 m und Höhe ca. 0,5 m, flach, in der Mitte abgeplattet, im Nordostteil eine große muldenförmige alte Vertiefung, Nordrand angepflügt, Rand allmählich auslaufend. | 34824320 | BW   |
| 52° 54′ 42″ N, 9° 56′ 27″ O | Bockel 8    | Durchmesser ca. 12 m und Höhe ca. 0,6 m, ebenmäßig gewölbt, Rand sanft abfallend, Nordrand angepflügt, alte Eingrabung im Ostrand.                                                  | 34824321 | BW   |

### Bockel 13
- ID:34820959
- Gruppe von 14 Grabhügeln mit 9–14 m Durchmesser und 0,4–1,2 m Höhe, davon drei zerstört.

| Lage                        | Bezeichnung | Beschreibung | ID       | Bild |
| --------------------------- | ----------- | --- | -------- | ---- |
| 52° 54′ 34″ N, 9° 55′ 8″ O  | Bockel 13   | Durchmesser ca. 15 m und Höhe ca. 1 m, von der Mitte bis zum Südrand eine große tiefe Eingrabung, Rand abgesetzt.                                                         | 34824446 | BW   |
| 52° 54′ 40″ N, 9° 55′ 8″ O  | Bockel 15   | Durchmesser ca. 19 m und Höhe ca. 1,2 m, Oberfläche durch Stubbenrodungen stark zerklüftet, Westrand z.T. abgetragen, übriger Rand sanft auslaufend, z.T. auch abgesetzt. | 34824448 | BW   |
| 52° 54′ 42″ N, 9° 55′ 9″ O  | Bockel 16   | Durchmesser ca. 10 m und Höhe ca. 0,9 m, ebenmäßig gewölbt, Rand gleichmäßig abgesetzt.                                                                                   | 34824517 | BW   |
| 52° 54′ 41″ N, 9° 55′ 5″ O  | Bockel 17   | Durchmesser ca. 10 m und Höhe ca. 0,5 m, ebenmäßig gewölbt mit sanft auslaufendem Rand, in der Mitte eine alte Eingrabung.                                                | 34825744 | BW   |
| 52° 54′ 41″ N, 9° 55′ 3″ O  | Bockel 18   | Durchmesser ca. 13 m und Höhe ca. 0,7 m, Rand sanft abfallend. | 34824518 | BW   |
| 52° 54′ 40″ N, 9° 55′ 0″ O  | Bockel 19   | Durchmesser ca. 10 m und Höhe ca. 0,5 m, ebenmäßiger, aber nur schwach gewölbt mit allmählich auslaufendem Rand.                                                          | 34824519 | BW   |
| 52° 54′ 39″ N, 9° 55′ 5″ O  | Bockel 21   | Durchmesser ca. 16 m und Höhe ca. 0,8 m, ebenmäßig gewölbt mit abgesetztem Rand.                                                                                          | 34824649 | BW   |
| 52° 54′ 38″ N, 9° 55′ 4″ O  | Bockel 22   | Durchmesser ca. 13 m und Höhe ca. 0,8 m, ebenmäßig gewölbt mit abgesetztem Rand.                                                                                          | 34824650 | BW   |
| 52° 54′ 38″ N, 9° 55′ 1″ O  | Bockel 23   | Durchmesser ca. 15 m und Höhe ca. 0,8 m, ebenmäßig gewölbt mit sanft auslaufendem Rand.                                                                                   | 34824676 | BW   |
| 52° 54′ 41″ N, 9° 55′ 12″ O | Bockel 45   | Durchmesser ca. 9 m und Höhe ca. 0,5 m, schwach gewölbt mit sanft auslaufendem Rand.                                                                                      | 34825221 | BW   |
| 52° 54′ 40″ N, 9° 55′ 11″ O | Bockel 46   | Durchmesser ca. 11 m und Höhe ca. 0,7 m, ebenmäßig gewölbt mit sanft abfallendem Rand.                                                                                    | 34825286 | BW   |

### Bockel 33
- ID:34822844
- Gruppe von ehemals 15 Grabhügeln.

| Lage                        | Bezeichnung | Beschreibung | ID       | Bild |
| --------------------------- | ----------- | --- | -------- | ---- |
| 52° 53′ 22″ N, 9° 54′ 53″ O | Bockel 33   | Durchmesser ca. 13 m und Höhe ca. 1,2 m, ebenmäßig gewölbt mit gut abgesetztem Rand. | 34824918 | BW   |
| 52° 53′ 21″ N, 9° 54′ 54″ O | Bockel 34   | Durchmesser ca. 13 m und Höhe ca. 1 m, ebenmäßig gewölbt mit abgesetztem Rand. | 34824937 | BW   |
| 52° 53′ 21″ N, 9° 54′ 53″ O | Bockel 35   | Durchmesser ca. 12 m und Höhe ca. 0,9 m, alte zentrale und randliche Störung erkennbar. | 34824938 | BW   |
| 52° 53′ 20″ N, 9° 54′ 53″ O | Bockel 36   | Durchmesser ca. 13 m und Höhe ca. 1 m, Mitte durch große Erdentnahmen zerstört, Randpartien in Teilen gut erhalten, Südrand über 1 m hoch abgesetzt.                                                                          | 34824939 | BW   |
| 52° 53′ 21″ N, 9° 54′ 57″ O | Bockel 37   | Durchmesser ca. 15 m und Höhe ca. 0,6 – 1,3 m. | 34825022 | BW   |
| 52° 53′ 19″ N, 9° 54′ 57″ O | Bockel 38   | Durchmesser ca. 20 m und Höhe ca. 0,5 m. Mitte infolge einer großen Erdentnahme zerstört, von Norden nach Süden grabenartige Vertiefung sichtbar, Rand verwaschen, Süd-, und Westrand noch als größere Erdaufwürfe erkennbar. | 34825023 | BW   |
| 52° 53′ 18″ N, 9° 54′ 57″ O | Bockel 39   | Durchmesser ca. 14 m und Höhe ca. 0,6 m, Ränder fließend auslaufend. | 34825024 | BW   |
| 52° 53′ 18″ N, 9° 54′ 57″ O | Bockel 40   | Durchmesser ca. 14 m und Höhe ca. 0,8 m, Einkuhlungen. | 34825164 | BW   |
| 52° 53′ 21″ N, 9° 54′ 52″ O | Bockel 41   | Durchmesser ca. 15 m und Höhe ca. 1,4 m, annähernd rund, Kuppenmulde. | 34825165 | BW   |
| 52° 53′ 21″ N, 9° 55′ 6″ O  | Bockel 57   | Durchmesser ca. 23 m und Höhe ca. 0,6 m, Ränder fließend auslaufend. | 34825433 | BW   |

## Marbostel bei Wietzendorf
| Lage                        | Bezeichnung                             | Beschreibung | ID       | Bild |
| --------------------------- | --------------------------------------- | --- | -------- | ---- |
| 52° 52′ 25″ N, 9° 58′ 40″ O | Marbostel bei Wietzendorf 1, Grabhügel  | Durchmesser ca. 12 m und Höhe ca. 0,6 m, schwach gewölbt mit sanft abfallendem Rand. | 34823190 | BW   |
| 52° 52′ 26″ N, 9° 59′ 34″ O | Marbostel bei Wietzendorf 39, Immenwall | Ovale Umwallung, Durchmesser ca. 100 m zu 80 m, Wallbreite 4 m, Höhe 0,5 m, mit äußerem Graben, Breite ca. 2 – 3 m, Tiefe bis 0,3 m. Innenfläche insgesamt leicht eingetieft, von älteren Wegen, besonders im östlichen Teil, gestört. | 34823643 | BW   |
| 52° 52′ 25″ N, 9° 59′ 33″ O | Marbostel bei Wietzendorf 39, Immenwall | | 36979291 | BW   |

### Marbostel bei Wietzendorf 8
- ID:34824036
- Gruppe von 17 Grabhügeln mit 10 – 20 m Durchmesser und 0,5 – 1,2 m Höhe, davon einer zerstört.

| Lage                       | Bezeichnung                  | Beschreibung | ID       | Bild |
| -------------------------- | ---------------------------- | --- | -------- | ---- |
| 52° 53′ 8″ N, 9° 59′ 11″ O | Marbostel bei Wietzendorf 8  | Durchmesser ca. 13 m und Höhe ca. 0,65 m, schwach gewölbte Oberfläche, Rand sanft auslaufend, im Südosten durch Wegkreuzung zu ca. 1/4 abgetragen.                             | 34823256 | BW   |
| 52° 53′ 4″ N, 9° 59′ 14″ O | Marbostel bei Wietzendorf 9  | Durchmesser ca. 11 m und Höhe ca. 0,7 m, ebenmäßig gewölbt mit allmählich abfallendem Rand, im Westen Rand abgesetzt, durch Weg von Nordnordwest nach Südsüdost angeschnitten. | 34823257 | BW   |
| 52° 53′ 4″ N, 9° 59′ 12″ O | Marbostel bei Wietzendorf 10 | Langoval, ca. 11 × 19 m (südöstlich-nordwestlich gerichtet) und Höhe ca. 1,22 m, ebenmäßig mit abgesetztem Rand, aus braunrotem, lehmigen Sand aufgebaut.                      | 34823316 | BW   |
| 52° 53′ 5″ N, 9° 59′ 9″ O  | Marbostel bei Wietzendorf 11 | Durchmesser ca. 16 m und Höhe ca. 0,5 m, schwach gewölbt mit flach auslaufendem Rand, in der Mitte Unebenheiten, im Nordosten von altem Erdaushub angeschnitten.               | 34823317 | BW   |
| 52° 53′ 4″ N, 9° 59′ 9″ O  | Marbostel bei Wietzendorf 13 | Durchmesser ca. 16 m und Höhe ca. 1,13 m, ebenmäßig gewölbt mit sanft abfallendem Rand.                                                                                        | 34823345 | BW   |
| 52° 53′ 3″ N, 9° 59′ 11″ O | Marbostel bei Wietzendorf 14 | Durchmesser ca. 14 m und Höhe ca. 1,26 m, ebenmäßig gewölbt mit abgesetztem Rand.                                                                                              | 34823346 | BW   |
| 52° 53′ 3″ N, 9° 59′ 12″ O | Marbostel bei Wietzendorf 15 | Durchmesser ca. 10 m und Höhe ca. 0,77 m, mit gleichmäßig abgesetztem Rand, in der Mitte einige Unebenheiten.                                                                  | 34823347 | BW   |
| 52° 53′ 2″ N, 9° 59′ 10″ O | Marbostel bei Wietzendorf 16 | Durchmesser ca. 11 m und Höhe ca. 0,67 m, ebenmäßig gewölbt mit leicht abgesetztem, gleichmäßigen Rand.                                                                        | 34823412 | BW   |
| 52° 53′ 1″ N, 9° 59′ 10″ O | Marbostel bei Wietzendorf 17 | Durchmesser ca. 10 m und Höhe ca. 0,54 m, ebenmäßig gewölbt mit sanft auslaufendem Rand, in der Mitte und im Westrand alte Mulden.                                             | 34823413 | BW   |
| 52° 53′ 2″ N, 9° 59′ 11″ O | Marbostel bei Wietzendorf 18 | | 34823414 | BW   |
| 52° 53′ 0″ N, 9° 59′ 11″ O | Marbostel bei Wietzendorf 19 | Durchmesser ca. 16 m und Höhe ca. 1 m, ebenmäßig gewölbt mit abgesetztem Rand, in der Mitte eine alte, muldenförmige Eintiefung.                                               | 34823545 | BW   |
| 52° 53′ 0″ N, 9° 59′ 8″ O  | Marbostel bei Wietzendorf 20 | Durchmesser ca. 11 m und Höhe ca. 0,84 m, ebenmäßig gewölbt, etwas verwaschener allmählich auslaufender Rand, ein flacher alter Grenzgraben in Richtung Nord-Süd.              | 34823546 | BW   |
| 52° 53′ 1″ N, 9° 59′ 6″ O  | Marbostel bei Wietzendorf 21 | Durchmesser ca. 13 m und Höhe ca. 0,6 m, mit schwach gewölbter, aber ebenmäßiger Oberfläche, flach auslaufendem Rand, in der Mitte und im Nordrand Eingrabungen.               | 34823547 | BW   |
| 52° 53′ 2″ N, 9° 59′ 6″ O  | Marbostel bei Wietzendorf 22 | Durchmesser ca. 12 m und Höhe ca. 1 m, ebenmäßig gewölbt mit sanft abfallendem Rand, in der Mitte eine frische, tiefe Eingrabung.                                              | 34823602 | BW   |
| 52° 53′ 2″ N, 9° 59′ 4″ O  | Marbostel bei Wietzendorf 23 | Nur Teile des westlichen Randbereiches mit bis zu 0,2 m Höhe erhalten. | 34823603 | BW   |
| 52° 53′ 7″ N, 9° 59′ 9″ O  | Marbostel bei Wietzendorf 24 | Durchmesser ca. 12 m und Höhe ca. 0,6 m, ebenmäßig gewölbt mit abgesetztem Rand, in der Mitte eine weite, muldenförmige Vertiefung.                                            | 34823721 | BW   |

### Marbostel bei Wietzendorf 25
- ID:34826205
- Gruppe von elf Grabhügeln mit 11 – 18 m Durchmesser und 0,4 – 1,0 m Höhe, davon fünf zerstört.

| Lage                        | Bezeichnung                  | Beschreibung | ID       | Bild |
| --------------------------- | ---------------------------- | --- | -------- | ---- |
| 52° 53′ 8″ N, 10° 0′ 30″ O  | Marbostel bei Wietzendorf 28 | Durchmesser ca. 18 m und Höhe ca. 0,7 m, schwach gewölbt, abgeplattet mit allmählich auslaufendem Rand, Pflanzfurchen in Richtung Nord-Süd.          | 34823756 | BW   |
| 52° 53′ 9″ N, 10° 0′ 32″ O  | Marbostel bei Wietzendorf 29 | Durchmesser ca. 14 m und Höhe ca. 1 m, schwach gewölbt mit abgesetztem Rand, tiefe Pflanzfurchen in Richtung Nord -Süd.                              | 34823757 | BW   |
| 52° 53′ 10″ N, 10° 0′ 57″ O | Marbostel bei Wietzendorf 31 | Durchmesser ca. 17 m und Höhe ca. 1,1 m, Rand gut abgesetzt, Südseite durch Weg angeschnitten.                                                       | 34823863 | BW   |
| 52° 53′ 4″ N, 10° 0′ 38″ O  | Marbostel bei Wietzendorf 33 | Durchmesser ca. 18 m und Höhe ca. 0,77 m, Oberfläche abgeflacht, Nordwestrand abgesetzt, nach Südosten leicht abfallend, einige kleine Unebenheiten. | 34823922 | BW   |
| 52° 53′ 4″ N, 10° 0′ 38″ O  | Marbostel bei Wietzendorf 34 | Durchmesser ca. 16 m und Höhe ca. 0,8 m, Oberfläche abgeflacht mit einigen kleinen Unebenheiten, Rand ebenmäßig abgesetzt.                           | 34823923 | BW   |
| 52° 52′ 57″ N, 10° 0′ 21″ O | Marbostel bei Wietzendorf 36 | Durchmesser ca. 11 m und Höhe ca. 0,5 m, verwaschene Form mit flach auslaufendem Rand, Pflanzfurchen in Richtung Nordost-Südwest.                    | 34824023 | BW   |

## Reddingen
| Lage                       | Bezeichnung              | Beschreibung | ID       | Bild |
| -------------------------- | ------------------------ | --- | -------- | ---- |
| 52° 54′ 18″ N, 10° 3′ 4″ O | Reddingen 14, Pflanzkamp | Annähernd ovale Anlage mit ca. 150 × 125 m Durchmesser, von Wall (Br. bis 5 m, H. bis 0,7 m) mit außen vorgelagertem Graben umschlossen (Br. bis 3 m, T. bis 0,5 m). Wall im Osten verschliffen und teilweise durch modernen Grabenaushub überhöht. Innenfläche liegt überwiegend etwas höher als die Umgebung. Im nördlichen Bereich innen weiterer kleiner Wall, nach außen ist im Norden ein Damm, vielleicht eine alte Zuwegung, vorhanden. | 34821263 | BW   |

### Reddingen 1
- ID:34823644
- Grabhügelfeld

| Lage                        | Bezeichnung | Beschreibung | ID       | Bild |
| --------------------------- | ----------- | --- | -------- | ---- |
| 52° 55′ 26″ N, 10° 2′ 59″ O | Reddingen 1 | Langoval, Fläche ca. 10 × 17 m (Nord-Süd gerichtet) und Höhe ca. 0,7 m, Rand im Nordosten abgesetzt, sonst allmählich auslaufend. | 34820874 | BW   |
| 52° 55′ 27″ N, 10° 2′ 59″ O | Reddingen 2 | Durchmesser ca. 8 m und Höhe ca. 0,75 m, ebenmäßig gewölbt mit abgesetztem Rand.                                                  | 34820875 | BW   |
| 52° 55′ 27″ N, 10° 2′ 56″ O | Reddingen 3 | Durchmesser ca. 13 m und Höhe ca. 0,6 m, ebenmäßig gewölbt mit abgesetztem Rand.                                                  | 34820876 | BW   |
| 52° 55′ 27″ N, 10° 2′ 51″ O | Reddingen 5 | Durchmesser ca. 10 m und Höhe ca. 0,6 m, ebenmäßig mit allmählich auslaufendem Rand.                                              | 34820938 | BW   |
| 52° 55′ 27″ N, 10° 2′ 50″ O | Reddingen 6 | Durchmesser ca. 11 m und Höhe ca. 0,8 m, ebenmäßig, am Ostrand allmählich auslaufend, übriger Rand abgesetzt, Mitte abgeplattet.  | 34820939 | BW   |
| 52° 55′ 28″ N, 10° 2′ 50″ O | Reddingen 7 | Annähernd oval, Fläche ca. 20 × 13 m (Nordwest-Südost gerichtet) und Höhe bis 1,0 m, Einkuhlungen.                                | 34821085 | BW   |
| 52° 55′ 25″ N, 10° 2′ 49″ O | Reddingen 8 | Annähernd oval, Fläche ca. 19 × 10 m (West-Ost gerichtet) und Höhe ca. 1,0 m.                                                     | 34821086 | BW   |

## Wietzendorf
| Lage                        | Bezeichnung              | Beschreibung | ID       | Bild |
| --------------------------- | ------------------------ | --- | -------- | ---- |
| 52° 55′ 49″ N, 9° 58′ 24″ O | Wietzendorf 1, Grabhügel | Durchmesser ca. 25 m und Höhe ca. 1,2 m, eine verwaschene Eingrabung, mit Vertiefung in der Mitte. Rand abgesetzt. | 34822975 | BW   |